# Musica dell'Olocausto
La musica dell'Olocausto fu composta nei ghetti, nei campi di concentramento, negli accampamenti dei partigiani, tra i rifugiati o in clandestinità per ribellarsi ai tedeschi, tra il 1933 e il 1945. Dopo la fine della seconda guerra mondiale la musica è diventata uno strumento della memoria per i superstiti dell'Olocausto e le generazioni successive, in una lunga serie di opere musicali ispirate all'Olocausto. Secondo Francesco Lotoro, fino al 2022 sono state recuperate circa 5000 composizioni scritte nel periodo dell'Olocausto dalle varie categorie di internati. 

## Introduzione
Molti musicisti e compositori furono coinvolti nell'Olocausto a causa della loro appartenenza "razziale" o in conseguenze delle loro idee politiche e del loro orientamento sessuale. La musica stessa divenne terreno di scontro, facendosi il nazismo promotore di un proprio distintivo stile musicale che veniva chiamata  "arte degenerata" il jazz, la dissonanza e ogni tendenza musicale anti-conformista. Le basi teoriche delle teorie naziste sulla musica furono fornite dal saggio di Richard Wagner, "Il giudaismo nella musica" (Das Judentum in der Musik) (apparso sulla rivista Neue Zeitschrift für Musik il 3 e 6 settembre 1850) in cui il celeberrimo compositore contrapponeva la musica "tedesca" a quella "ebraica".

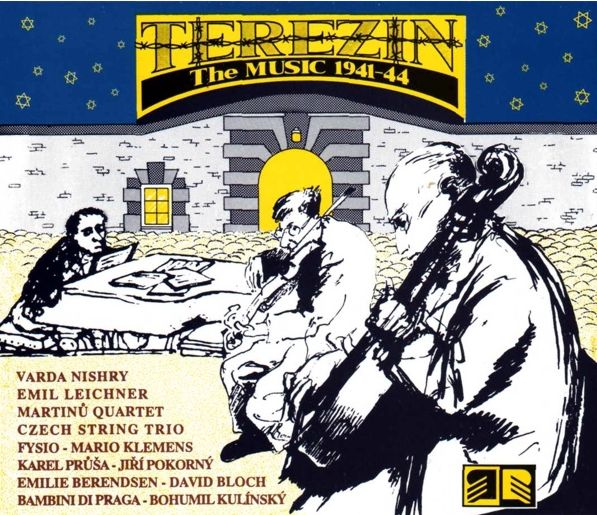
La copertina del due CD: Terezín: The Music 1941-1944. Musica scritta dai detenuti nel campo di concentramento di Theresienstadt durante la seconda guerra mondiale. Cantanti, coristi, musicisti, compositori e maestri di orchestra furono deportati da Terezin ad Auschwitz Birkenau dove trovarono la morte nelle camere a gas «[...] in poche ore scomparve un'intera generazione di musicisti, compositori, celebri virtuosi della tastiera [...] uno spaventoso buco generazionale del quale solo oggi l'intellettualità ha preso coscienza»

I musicisti perseguitati reagirono usando la loro arte come una forma di resistenza spirituale e uno strumento di denuncia dell'oppressione. Già negli anni Trenta si materializza una strenua opposizione da parte di musicisti tedeschi nei campi di concentramento nazisti o dalle terre d'esilio, come nel caso di Hanns Eisler e Kurt Weill. La loro protesta presto coinvolse anche musicisti di altri paesi. Il compositore inglese Michael Tippett, un pacifista impegnato, concepì l'oratorio A Child of Our Time dopo aver appreso del pogrom della Kristallnacht (Night of Broken Glass) del novembre 1938 in Germania e Austria. Desideroso di comunicare un messaggio universale di tolleranza, Tippett ha tuttavia omesso qualsiasi riferimento specifico agli eventi contemporanei nel suo libretto. La composizione, ispirata ai compositori dell'epoca barocca Bach e Handel e agli spirituals afroamericani, fu completata nel 1941 ed eseguita per la prima volta a Londra nel marzo del 1944.

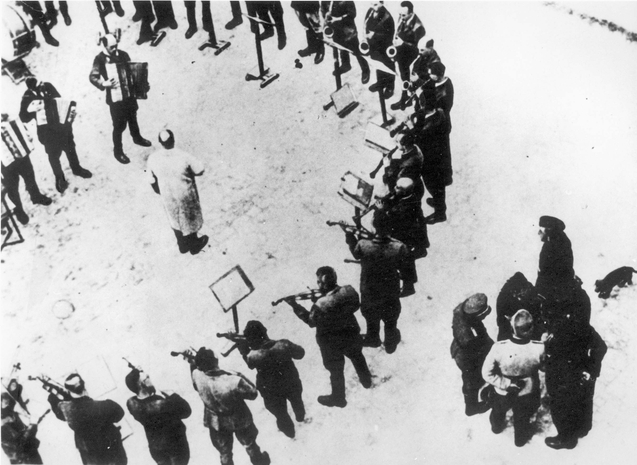
Le orchestre di musicisti scelti fra i detenuti dei ghetti, dei campi di concentramento e di sterminio, fu una costante iniziativa attuata dai responsabili nazisti in diversi campi del Reich. La foto dell'orchestra qui riprodotta è riferita al campo di concentramento ucraino di Janowska. Fu prodotta come documento visivo al processo di Norimberga per comprovare l'usanza nazista di far accompagnare lo sterminio dei detenuti da musica eseguita da altri detenuti. A Leopoli il brano eseguito durante gli stermini fu detto Tango della morte.

Negli Stati Uniti degli anni '40 tra i numerosi rifugiati ci sono famosi musicisti e direttori d'orchestra europei, fuggiti per motivi politici o razziali, da Arthur Rubinstein a Mario Castelnuovo-Tedesco, da Erich Itor Kahn a Vittorio Rieti. Essi non mancarono di farsi portavoce delle sofferenze delle milioni di vittime dell'Olocausto ed a incitare la lotta di liberazione antifascista. Il 31 gennaio 1944 un adattamento dell'Inno delle Nazioni di Giuseppe Verdi ad opera di Arturo Toscanini fu radiotrasmesso con voce solista del tenore ebreo americano Jan Peerce.
Non tutti i compositori si trovarono nella condizione di poter far sentire liberamente la propria voce. Per gli artisti vissuti in clandestinità sotto l'occupazione nazista (come Joseph Beer in Francia, o Guido Alberto Fano in Italia), la produzione musicale si svolge nell'ansia continua dell'arresto e della deportazione; la loro arte si preserva solo grazie al supporto e alla complicità di amici ed estimatori.
Anche nei ghetti e nei campi di internamento la musica continua tenacemente a esistere. C'è una musica "ufficiale",  che i prigionieri sono costretti a eseguire nelle orchestre e nelle bande che le autorità naziste costituiscono anche nei campi di concentramento e di sterminio. Ad essa si contrappone la musica clandestina dei deportati, i canti di protesta. Nei ghetti (a Varsavia, Łódź, Łódź, Cracovia, Vilnius) i consigli di autogoverno ebraico continuano ad organizzare nei teatri spettacoli musicali e a offrire concerti. Ma si esegue musica anche nelle case private o, come a Varsavia organizzati da Adam Furmanski, nei caffè e nelle mense. La musica diventa una forma di resistenza spirituale per i musicisti e il loro pubblico. Musicisti di strada come Yankele Hershkowitz al ghetto di Łódź creano popolari canzoni.
In nessun luogo tuttavia si ha una vita musicale fervente come nel Campo di concentramento di Theresienstadt. I numerosi compositori e musicisti ivi presenti  (tra cui Pavel Haas, Hans Krása, Viktor Ullmann, Gideon Klein, Ilse Weber) proseguono fin quando è loro possibile l'attività di composizione ed esecuzione delle loro opere o di opere di repertorio. I bambini di Terezín trovano in Brundibar di Hans Krása l'espressione collettiva dei loro sentimenti di rivolta e resistenza al male. Il Requiem di Verdi diventa un canto di speranza nell'imminente giudizio.
Coscienti dell'importanza della loro testimonianza per le generazioni future, i compositori si preoccupano di lasciare le loro opere in nascondigli di fortuna, quando anche per loro giunga il momento della deportazione finale nei campi di sterminio o di lavoro coatto. Ci si affida altrimenti alla memoria dei superstiti, come Aleksander Kulisiewicz o David Botwinik, che permetterà nel dopoguerra di ricostruire molti dei brani perduti.
Dopo la liberazione la musica diviene strumento di memoria e di compianto di fronte alla tragedia vissuta. Già nel 1947 appaiono composizioni originali, come Un sopravvissuto a Varsavia di Arnold Schönberg, mentre David Botwinik raccoglie dalla memoria orale i numerosi canti dei deportati.
Il tema dell'Olocausto penetra ben presto anche nella musica popolare. Woody Guthrie è negli Stati Uniti il primo cantautore a comporre una canzone ispirata ai campi di concentramento.
Gli anni sessanta, settanta e ottanta, ripropongono con ancora maggiore enfasi il binomio tra composizioni classiche e popolari. Da un lato, sulla line aperta da Arnold Schönberg abbiamo famosi compositori come Dmitrij Šostakovič, Luigi Nono, Krzysztof Penderecki, e Henryk Górecki. Dall'altro, troviamo cantautori di successo attraverso i quali le nuove generazioni si appropriano della memoria dell'Olocausto, vedendo in esso l'occasione di una riflessione più generale sui temi della pace e della tolleranza tra i popoli. Così è per Bob Dylan, Captain Beefheart e Leonard Cohen in Nord America, e Francesco Guccini e Jean Ferrat in Europa.
La musica da sempre gioca un ruolo importante nei film sull'Olocausto. Negli anni novanta John Williams e Nicola Piovani, compositori delle colonne sonore di due tra i celeberrimi film dedicati al soggetto, sono entrambi premiati con il premio Oscar.
Anche agli inizi del nuovo millennio, l'Olocausto continua ad essere fonte di ispirazione per brano musicali sia da parte di musicisti classici (come Krzysztof Penderecki, Howard Goodall e Carl Davis) sia nella musica popolare (Francesco De Gregori, Franco Battiato).

### La ricerca musicologica
Accanto all'attività di composizione di nuovi brani ispirati alla shoah, si sviluppa sin dai primi anni del dopoguerra la ricerca musicologica volta alla preservazione e all'esecuzione della musica composta al tempo delle persecuzioni. Vi si dedicano all'inizio alcuni musicisti superstiti dell'Olocausto, come Aleksander Kulisiewicz o David Botwinik, i quali si affidano alle loro memorie personali e intervistano altri sopravvissuti. Si giunge così alla redazione delle prime raccolte, alcune delle quali vengono già pubblicate alla fine degli anni quaranta.
Gli archivi degli Istituti di ricerca, in particolare Yad Vashem e lo United States Holocaust Memorial Museum., preservano oggi ampie raccolte musicali. Al tema sono dedicati siti specializzati, primo fra tutti  Music and the Holocaust.. Dalla fine degli Novanta si formano anche i primi gruppi di musicisti e i primi festival specializzati nell'esecuzione di questo repertorio, come l'ensemble Music of Remembrance, fondato nel 1998 a Seattle da Mina Miller, o il Festival Viktor Ullmann, promosso da Davide Casali a Trieste dal 2014.

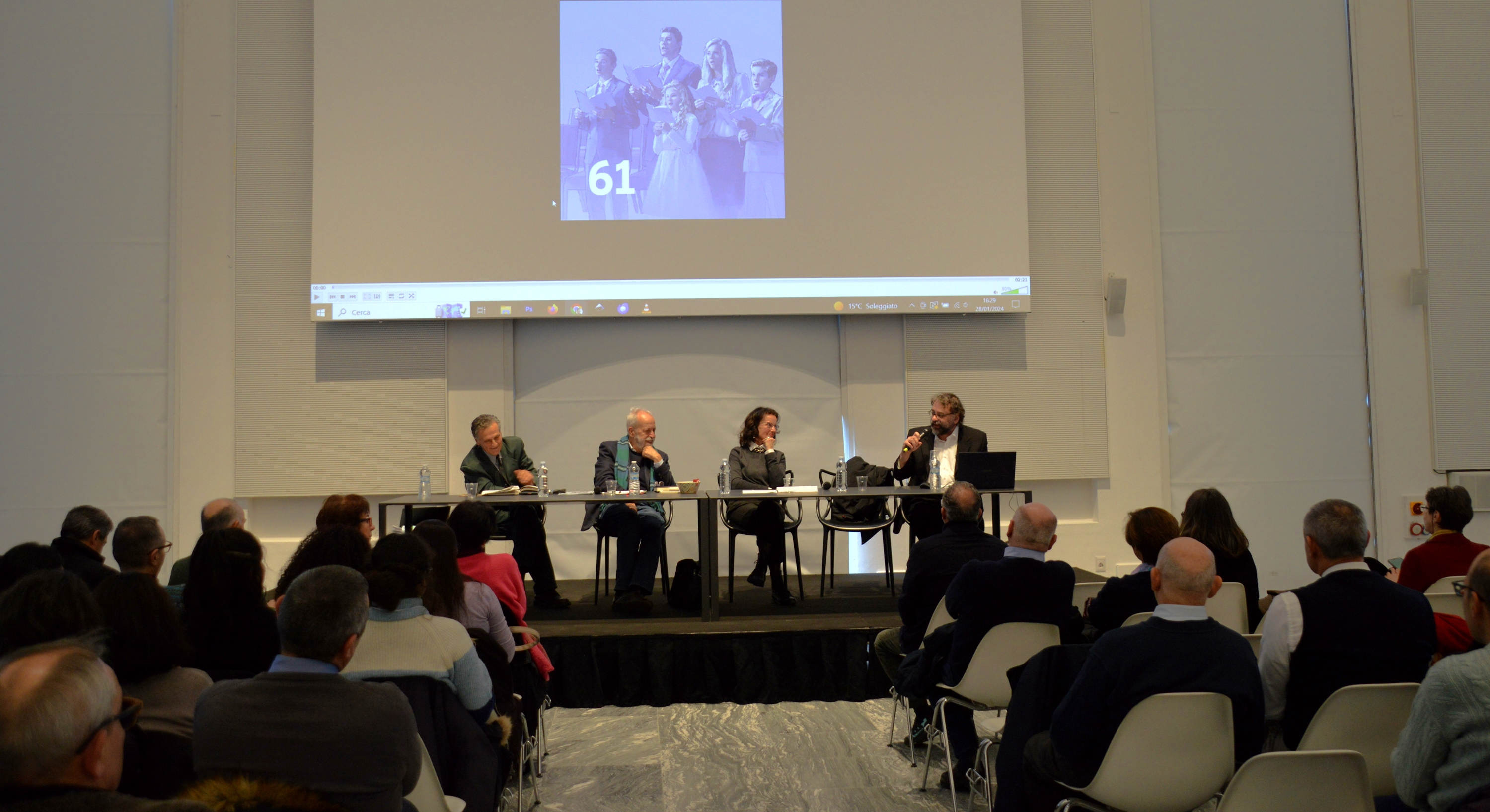
28 gennaio 2024, Francesco Lotoro (il primo da sinistra) insieme ad Adriana Lotto e Michele Sarfatti per il Giorno della Memoria alla Triennale di Milano

In Italia il musicologo che ha dedicato la ricerca alla musica concentrazionaria e ai diversi "strumenti" impiegati per eseguirla è Francesco Lotoro che insieme ad altri collaboratori italiani nel 2014 ha costituito la Fondazione Istituto internazionale di Letteratura Musicale Concentrazionaria con sede a Barletta, ente che cura l'archivio della musica concentrazionaria recuperata da Lotoro in circa trent'anni e a cui fa capo anche il progetto Cittadella della Musica Concentrazionaria, l'hub dedicato alla musica scritta nei lager, destinato a sorgere nella stessa città presso le rinnovate strutture dell'Ex Distilleria. Dal 2022 l'archivio della Fondazione è sottoposto a vincolo del Ministero della Cultura per il "notevole interesse storico" dei suoi contenuti. . Tra il 2022 e il 2023 nell'archivio sono confluite anche acquisizioni di opere d'arte legate alla Shoah e alla deportazione nei campi di concentramento, nonché due violini storici: il primo appartenuto al violinista polacco Jan Stanislaw Hillenbrand e da egli utilizzato nel campo di sterminio di Auschwitz e il secondo al militare italiano Cesare Savino, che lo suonò durante il suo internamento nel campo militare britannico di Huyton.  .

## Musica e Olocausto in Italia
All'inizio del Novecento, i molti musicisti e compositori italiani di origine ebraica erano perfettamente integrati nella vita musicale italiana.  Niente cambiò inizialmente con l'avvento del fascismo. Gli ebrei italiani, come il resto della popolazione italiana, si divisero tra fascisti e antifascisti senza alcuna particolare distinzione. Per i più le leggi razziali fasciste del 1938 furono un trauma inatteso che improvvisamente e "inspiegabilmente" li isolava in un mondo nel quale fino a qual momento non avevano conosciuto alcuna forma di discriminazione.

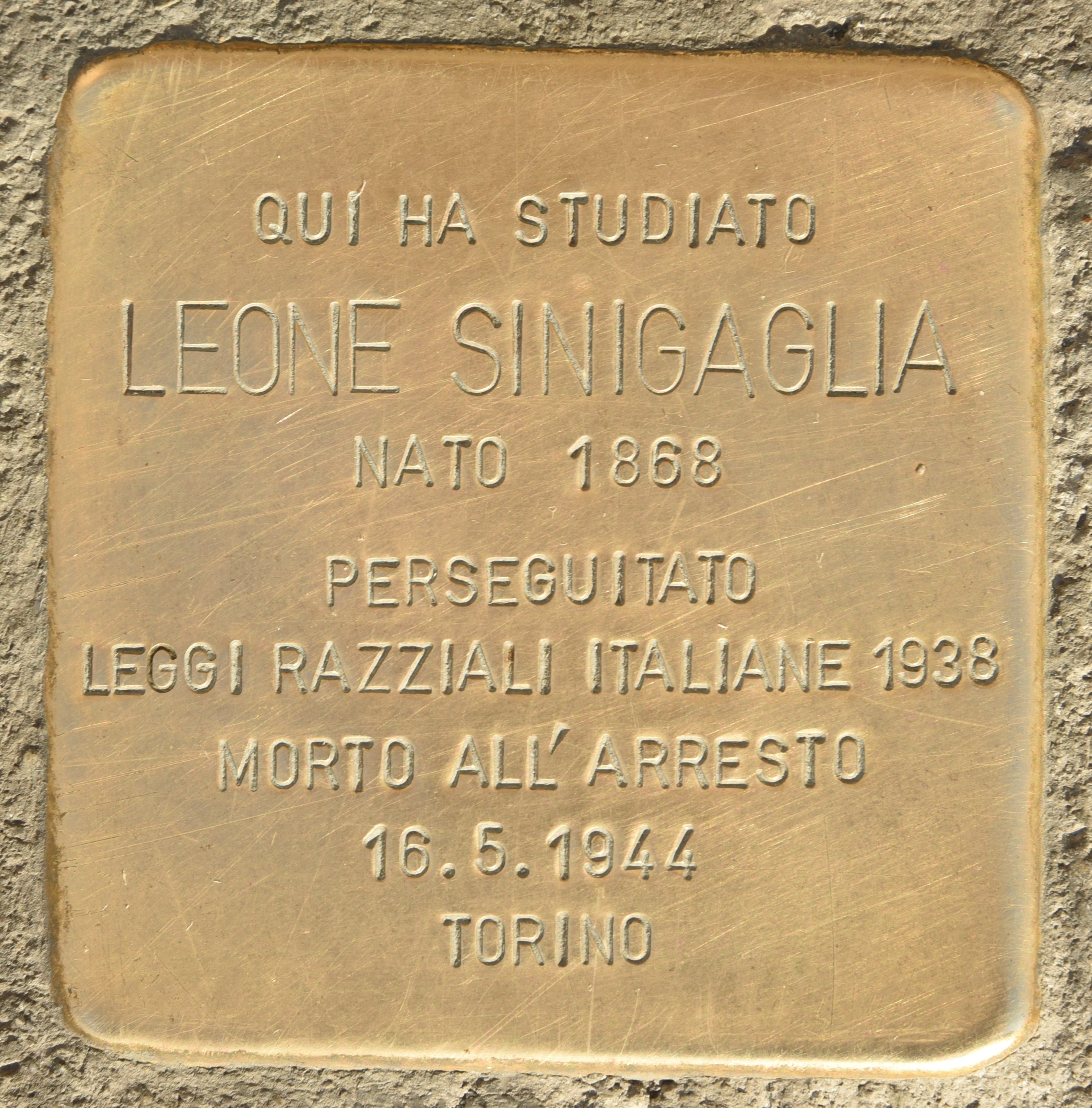
Pietra d'inciampo dedicata a Leone Sinigaglia all'ingresso del
Conservatorio Giuseppe Verdi di Torino

Leone Sinigaglia e Alberto Franchetti erano già anziani (Franchetti morirà nel 1942). Per coloro che erano ancora nel pieno delle loro attività, rimanere in Italia significò adattarsi ad una vita precaria, dove era impedito loro di lavorare, insegnare, eseguire le loro composizioni. È il caso di Guido Alberto Fano e Alberto Gentili, che perdono il posto di insegnante rispettivamente al conservatorio di Milano e all'Università di Torino. Vittore Veneziani, direttore dal 1921 del coro della Scala di Milano, è costretto alle dimissioni, per assumere la direzione del coro nella sinagoga di Milano. La promettente carriera pianistica del giovane Mario Finzi è stroncata sul nascere. Come forma estrema di protesta Angelo Fortunato Formiggini, editore di molti volumi di critica musicale, si suicida gettandosi dalla torre del Duomo di Modena.
Il peggio doveva ancora venire. Con l'inizio delle deportazioni dopo l'8 settembre 1943, cominciò anche per gli ebrei italiani la drammatica lotta per la sopravvivenza. Leone Sinigaglia evitò la deportazione ma solo perché morì colpito da infarto al momento dell'arresto. Mario Finzi e il librario musicale Renato Levi perirono ad Auschwitz. Cesare Ferraresi e il cantante lirico Emilio Jani conobbero l'esperienza dei campi di concentramento. Vittore Veneziani fuggì in Svizzera. Guido Alberto Fano sopravvisse con la famiglia nascosto prima a Fossombrone e quindi ad Assisi, mentre Alberto Gentili riuscì a sfuggire ai nazi-fascisti nascondendosi in Val d’Aosta.
Tra i non ebrei Alfredo Casella, pur legato al regime fascista, visse il dramma personale di dover proteggere la moglie e la figlia ebree. Il baritono Titta Ruffo conobbe invece l'arresto per le sue idee socialiste. Il tenore Nicola Ugo Stame, direttamente coinvolto nella Resistenza, fu nel 1944 tra le vittime dell'Eccidio delle Fosse Ardeatine. Dal suo esilio americano Arturo Toscanini divenne uno dei simboli internazionali della resistenza italiana al nazifascismo; il suo primo impegno di ritorno alla Scala nel 1945 sarà quello di reintegrare Vittore Veneziani nel suo ruolo di direttore del Coro del teatro.
La memoria dell'Olocausto ha ispirato nel dopoguerra anche in Italia celebri composizioni di musicisti come Luigi Nono e Nicola Piovani, nonché di cantautori come Francesco Guccini, Francesco De Gregori e Franco Battiato. In particolare da quando è stato istituito il Giorno della memoria nel 2000, si sono moltiplicate le manifestazioni che vedono al loro centro l'esecuzione di brani musicali composti al tempo dell'Olocausto o in sua memoria.

## La musica dei perseguitati (elenco parziale)

### 1930-1945
| Anno      | Opera                                               | Compositore                     | Note |
| --------- | --------------------------------------------------- | ------------------------------- | --- |
| 1933      | Moorsoldatenlied                                    | Rudi Goguel (1908-1976)         | Canto di protesta in tedesco, fu composto nell'agosto 1933 su liriche di Johann Esser and Wolfgang Langhoff nel campo di concentramento di Börgermoor. Divenne immediatamente popolare tra i prigionieri. Tradotto in inglese e spagnolo conobbe un successo internazionale tra i militanti antifascisti. Goguel sopravviverà a oltre 10 anni di detenzione in vari campi di concentramento. |
| 1936      | Deutsche Sinfonie (prima versione)                  | Hanns Eisler (1898-1962)        | Il compositore completò i primi due movimenti della sinfonia-cantata nell'estate del 1936 a Londra dove si era rifugiato dopo la presa del potere di Hitler. Continuò a lavorare alla composizione negli anni successive per completarla quindi nel dopoguerra. |
| 1937      | Der Weg der Verheißung / The Eternal Road           | Kurt Weill (1900-1950)          | L'opera-oratorio, di ispirazione sionistica su testo di Franz Werfel, fu rappresentata per la prima volta al Manhattan Opera House il 7 gennaio 1937 (per un totale di 153 rappresentazioni), nella versione inglese di Ludwig Lewisohn. |
| 1938      | Undzer shtetl brent (La nostra città sta bruciando) | Mordecai Gebirtig (1877-1942)   | Canto di protesta in yiddish, fu composto a Cracovia come risposta ad un pogrom avvenuto nel 1936 nella città polacca di Przytyk. La resistenza ebraica sceglierà il canto come proprio inno durante l'Olocausto. Gebirtig viene assassinato dai nazisti nel giugno 1942 nel ghetto di Cracovia. |
| 1938      | Dachau Lied (Canto di Dachau)                       | Herbert Zipper (1905-1997)      | Il compositore compose il canto di protesta (in tedesco) nel settembre 1938 su liriche di un altro prigioniero politico, Jura Soyfer. Entrambi erano stati arrestati dalla Gestapo, dopo l'annessione dell'Austria al Reich. Dapprima eseguito in segreto, il canto divenne popolare tra i prigionieri. Al contrario di Soyfer (morto a Buchenwald), Zipper fu liberato per intervento della sua famiglia attraverso il pagamento di un'ingente cauzione. Fuggì a Parigi e quindi nelle Filippine dove fu direttore dell'Orchestra sinfonica di Manila. Dopo la guerra emigrò negli Stati Uniti. |
| 1940      | Oy iz undzer lebn haynt (Dray zek mel)              | Yankele Hershkowitz (1910-1972) | Una delle canzoni più popolari composte dal musicista di strada del ghetto di Łódź. Hershkowitz fu l'autore di molte canzoni che documentano la vita nel ghetto e che dopo la guerra saranno raccolte dai sopravvissuti. |
| 1941      | A Child of Our Time                                 | Michael Tippett (1905-1997)     | Il compositore, un pacifista impegnato, concepì l'oratorio come risposta agli eventi della Notte dei cristalli. L'opera fu eseguita la prima volta al teatro Adelphi, Londra, il 19 marzo 1944. |
| 1941      | Baym Geto Toyerl                                    | Avrom Akselrod (...-1944)       | Avrom Akselrod, un ebreo polacco rifugiatosi in Lithuania allo scoppio della seconda guerra mondiale, scrisse il testo di questo canto nel settembre 1941 su una melodia popolare di Mark Warshawsky (Oyfn pripetshik). Il canto tratta del tema del contrabbando di cibo nel ghetto di Kovno. Akselrod morì nel luglio 1944 nel corso della liquidazione del ghetto. |
| 1942      | Fest steht                                          | Erich Frost (1900-1987)         | Il compositore, testimone di Geova, compose questo inno nel 1942 mentre era imprigionato nel campo di concentramento di Sachsenhausen. Frost sopravvisse alla prigionia e l'inno - tradotto anche in inglese (Forward, You Witnesses) - divenne uno dei più popolari nella tradizione dei Testimoni di Geova. |
| 1943      | Dos ellnte Kind                                     | Yankl Krimski (...-1943)        | Il compositore mise in musica nel ghetto di Vilnius un testo in yiddish che Shmerke Kaczerginski aveva composto dopo aver saputo che la figlia dell'educatrice Rakhele Pupko-Krinski era riuscita ad affidare la propria figlioletta Sarah alle cure di un'amica polacca, Wiktoria Rodziewicz. Krimski morirà in un campo di concentramento in Estonia. Sia Kaczerginski che Pupko-Krinski (e la figlia Sarah) sopravviveranno all'Olocausto. |
| 1943      | Shtiler, Shtiler (Ponar)                            | Alexander Tamir (1931-2019)     | Il compositore aveva allora solo 11 anni quando nell'aprile 1943 al ghetto di Vilnius compose, su testo di Shmerke Kaczerginski, questo canto in yiddish, destinato a diventare uno dei più popolari dell'Olocausto. È una lamentazione-denuncia del massacro di Ponary. |
| 1943      | Friling (Primavera)                                 | Abraham Brudno (...-1943)       | Ancora una canzone dal ghetto di Vilnius composta nell'aprile del 1943 sempre su testo di Shmerke Kaczerginski. Deportato nel settembre 1943 in un campo di concentramento in Estonia, il compositore vi troverà la morte. |
| 1943      | Brundibar                                           | Hans Krása (1899-1944)          | L'opera per bambini, su libretto di Adolf Hoffmeister, fu originariamente composta nel 1938 ma poi adattata dal compositore per la sua rappresentazione al campo di concentramento di Theresienstadt il 23 settembre 1943 (per un totale di 55 repliche fino al settembre 1944). Ne fu protagonista indiscusso il piccolo Honza Treichlinger, che, come il compositore e la maggioranza del pubblico e del cast, troverà la morte ad Auschwitz. |
| 1943      | Ciaccona dei tempi di guerra                        | Erich Itor Kahn (1905-1956)     | Benché Kahn riuscisse ad emigrare nel 1941 dalla Francia negli Stati Uniti, la sua vita e la sua opera restarono profondamente segnate dall'esperienza dell'Olocausto. |
| 1943      | Study for String Orchestra                          | Pavel Haas (1899-1944)          | La più famosa tra le composizioni musical di Pavel Haas al campo di concentramento di Theresienstadt, dove fu eseguita sotto la direzione di Karel Ančerl. |
| 1943      | Inno delle Nazioni                                  | Arturo Toscanini (1867-1957)    | Adattamento della cantata di Giuseppe Verdi come inno antifascista. |
| 1943-1944 | Der Kaiser von Atlantis                             | Viktor Ullmann (1898-1944)      | L'opera, composta a Theresienstadt, non vi fu mai rappresentata, perché la censura nazista vide in essa una critica troppo scoperta dei regimi totalitari. L'opera sarà eseguita per la prima volta ad Amsterdam nel 1975. |
| 1944      | Partita für Streicher                               | Gideon Klein (1919-1945)        | Assieme a Pavel Haas, Hans Krása, e Viktor Ullmann, Klein fu tra i maggiori compositori operanti a Terezin. Deportato ad Auschwitz e quindi a Fürstengrube, vi morì nel 1945. |

## La musica come memoria (elenco parziale)

### 1945-1949
| Anno | Opera                                                       | Compositore                  | Note |
| ---- | ----------------------------------------------------------- | ---------------------------- | --- |
| 1947 | Un sopravvissuto a Varsavia                                 | Arnold Schönberg (1874-1951) | "Oratorio per voce recitante, coro maschile e orchestra". In stile dodecafonico, è uno dei primi e più celebri brani musicali ispirati all'Olocausto. L'opera fu presentata per la prima volta il 4 novembre 1948 ad Albuquerque (New Mexico) dalla locale Civic Symphony Orchestra sotto la direzione di Kurt Frederick. |
| 1947 | Yizkor (In memoriam)                                        | Ödön Pártos (1907-1977)      | Composizione musicale "per viola e orchestra". Il compositore e violista, nato e cresciuto in Ungheria e già membro dell'orchestra sinfonica di Budapest, era emigrato in Palestina nel 1938, unendosi all'Orchestra filarmonica d'Israele.                                                                               |
| 1948 | Lider fun di getos un lagern / Canti dei ghetti e dei lager | David Botwinik (n.1920)      | Nato a Vilna, il giovane compositore ebreo collaborò con il poeta Shmerke Kaczerginski alla raccolta di centinaia di canti inediti in yiddish intervistando i superstiti dei ghetti e dei lager. La pubblicazione uscì a cura del poeta Halpern Leivick.                                                                  |
| 1948 | Ilse Koch                                                   | Woody Guthrie (1912-1967)    | Il cantautore americano scrisse questa canzone l'8 ottobre 1948, traendo ispirazione dal caso di Ilse Koch, "la strega di Buchenwald", criminale di guerra tedesca, il cui caso aveva avuto grande eco nell'opinione pubblica americana.                                                                                  |

### 1950-1959
| Anno | Opera                                                  | Compositore               | Note |
| ---- | ------------------------------------------------------ | ------------------------- | --- |
| 1955 | Musiche del film "Notte e nebbia"                      | Hanns Eisler (1898-1962)  | La musica del compositore austriaco Hanns Eisler contribuisce alla suggestione del documentario di Alain Resnais, prima rivisitazione critica cinematografica dell'Olocausto. |
| 1956 | Dem tog tsu gedenken / Il Giorno della memoria [I ed.] | David Botwinik (n.1920)   | La composizione corale, su testo di Ida Massey, fu composta a Montréal. Una seconda versione fu completata dal compositore nel 2008.                                          |
| 1958 | Deutsche Sinfonie (versione finale)                    | Hanns Eisler (1898-1962)  | Il compositore completò nel dopoguerra la sinfonia-cantata la cui composizione iniziale risale all'estate del 1936.                                                           |
| 1959 | Musiche del film "Il diario di Anna Frank"             | Alfred Newman (1900-1970) | Prima colonna sonora di un film sull'Olocausto a ricevere la nomination all'Oscar nella celebre pellicola di George Stevens.                                                  |

### 1960-1969
| Anno | Opera                                        | Compositore                                                                                | Note |
| ---- | -------------------------------------------- | ------------------------------------------------------------------------------------------ | --- |
| 1960 | Jüdische Chronik                             | Boris Blacher, Rudolf Wagner-Régeny, Karl Amadeus Hartmann, Hans Werner Henze, Paul Dessau | Paul Dessau invitò un gruppo di musicisti della Germania Est e Ovest a collaborare alla realizzazione di questa cantata intesa come denuncia dell'antisemitismo passato e presente. |
| 1962 | Babi Yar, sinfonia n.13                      | Dmitrij Šostakovič (1906-1975)                                                             | Basato su un poema del poeta russo Evgeny Evtushenko che aveva visitato Babi Yar, luogo di uno dei più sanguinosi massacri dell'Olocausto. |
| 1964 | With God on Our Side                         | Bob Dylan (n.1941)                                                                         | La canzone cita l'Olocausto chiedendo provocatoriamente come sia possibile che, ad ogni sterminio, Dio sia dalla "nostra" parte. |
| 1965 | Die Asche von Birkenau                       | Günter Kochan (1930-2009)                                                                  | Il testo della cantata fu composto nel 1949 da Stephan Hermlin durante una visita al campo di concentramento di Auschwitz-Birkenau. Pubblicato nel 1951, fu musicato da Kochan nel 1965 ed eseguito per la prima volta il 25 maggio 1966 dalla Berlin Symphony Orchestra diretta da Kurt Masur a Berlino.   |
| 1965 | Ricorda cosa ti hanno fatto in Auschwitz     | Luigi Nono (1924-1990)                                                                     | Tratto dalle musiche di scena composte per un dramma di Peter Weiss ambientato ad Auschwitz. |
| 1966 | Mαουτχάουζεν (The Balad of Mauthausen)       | Mikīs Theodōrakīs (n.1925)                                                                 | Ciclo di quattro arie su testi di Iakovos Kambanellis, un ex-deportato dal campo di concentramento di Mauthausen. |
| 1966 | Auschwitz (La canzone del bambino nel vento) | Francesco Guccini (n.1940)                                                                 | Celeberrima canzone del cantautore italiano e il brano musicale sull'Olocausto di maggiore popolarità in Italia. Il brano uscì dapprima nel settembre del 1966 dall'Equipe 84 nel singolo Bang bang/Auschwitz. e fu quindi registrata l'anno successivo da Francesco Guccini nella raccolta Folk beat n. 1. |
| 1966 | Nuit et brouillard                           | Jean Ferrat (1930-2010)                                                                    | Canzone del cantautore francese. |
| 1967 | Dies Irae                                    | Krzysztof Penderecki (n.1933)                                                              | "An oratorio in undiminished memoriam of the dead from the death camp at Oświęcim" |
| 1968 | I never saw another butterfly                | Charles Davidson (n.1929)                                                                  | Opera corale ispirata ai poemi dei bambini di Terezin. |
| 1969 | Dachau Blues                                 | Captain Beefheart (1941-2010)                                                              | Una canzone di uno dei maggiori esponenti del rock sperimentale statunitense. |
| 1969 | Story of Isaac                               | Leonard Cohen (1934-2016)                                                                  | Una canzone del celebre cantautore ebreo canadese. |

### 1970-1979
| Anno | Opera                                     | Compositore                  | Note |
| ---- | ----------------------------------------- | ---------------------------- | --- |
| 1975 | Rock Around The Bunker                    | Serge Gainsbourg (1928-1991) | Concept album incentrato sul tema dell'Olocausto, ispirato alle memorie personali del cantautore francese di origine ebraico-ucraina. |
| 1977 | Symphony of Sorrowful Songs, sinfonia n.3 | Henryk Górecki (1933-2010)   | Opera sinfonica ispirata all'Olocausto.                                                                                               |
| 1978 | No Love Lost                              | Joy Division                 | |
| 1979 | Songs from the Depths of Hell             | Aleksander Tytus Kulisiewicz | |

### 1980-1989
| Anno | Opera            | Compositore          | Note |
| ---- | ---------------- | -------------------- | --- |
| 1984 | A Red Sector A   | Rush                 | La canzone è in parte ispirata dall'esperienza autobiografica della madre di Geddy Lee, uno dei componenti della Band.                                        |
| 1988 | Different Trains | Steve Reich (n.1936) | l'autore ebreo, cresciuto negli Stati Uniti, confronta i propri ricordi dell'infanzia con quelli dei propri coetanei cresciuti in Europa durante l'Olocausto. |

### 1990-1999
| Anno | Opera                               | Compositore             | Note |
| ---- | ----------------------------------- | ----------------------- | --- |
| 1992 | Trains of no return                 | Ofra Haza (1957-2000)   | Il brano della celebra cantante israeliana si presenta nella forma di preghiera a Dio nel ricordo dei treni dei deportati. |
| 1993 | Kaddish                             | Towering Inferno        | Concept album del gruppo musicale inglese di experimental music. |
| 1993 | Musiche del film "Schindler's List" | John Williams (n.1932)  | Il film di Steven Spielberg è il film di maggior successo sull'Olocausto, premiato con numerosi Oscar. Anche la colonna sonora del film riceve la statuetta.                                                                  |
| 1994 | Kaddish                             | Salem                   | Album del gruppo musicale Oriental metal israeliano. |
| 1994 | This train revised                  | The Indigo Girls        | Una delle poche canzoni a soffermarsi non solo sugli ebrei ma anche sulle altre vittime dell'Olocausto (zingari, omosessuali, ecc.)                                                                                           |
| 1994 | In memoriam Anne Frank              | Howard Goodall (n.1958) | Commissionato da The Voices Foundation. |
| 1997 | Musiche del film "La vita è bella"  | Nicola Piovani (n.1946) | La colonna sonora del film di Roberto Benigni, vincitore dell'Oscar come miglior film straniero, contribuisce in maniera determinante al successo internazionale della pellicola ed è premiata anch'essa con un premio Oscar. |
| 1998 | Train de Vie                        | Goran Bregović (n.1998) | La colonna sonora del film di Radu Mihăileanu è uno degli elementi che maggiormente contribuiscono al suo successo internazionale.                                                                                            |

### 2000-2009
| Anno | Opera                                                   | Compositore                | Note |
| ---- | ------------------------------------------------------- | -------------------------- | --- |
| 2001 | I Believe in the Sun                                    | Howard Goodall (n.1958)    | Eseguito per l'Holocaust Memorial Day. |
| 2003 | Musiche del film "Il pianista                           | Wojciech Kilar (1932-2013) | Il compositore polacco contribuisce al suo successo internazionale del film di Roman Polański |
| 2005 | Numeri da scaricare                                     | Francesco De Gregori       | Anche questa canzone del celebre cantautore italiano utilizza l'immagine dei treni dei deportati per porre l'interrogativo di come fosse possibile che nessuno vedesse quanto avveniva.                                                                                |
| 2008 | Dem tog tsu gedenken / Il Giorno della memoria [II ed.] | David Botwinik (n.1920)    | Seconda versione, dopo quella del 1956, della composizione corale, su testo di Ida Massey. Presentata in prima esecuzione nell'aprile 2012 da The Chamber Singers of Haverfors and Bryn Mawr Colleges, sotto la direzione di Thomas Lloyd, con Lisa Willson (soprano). |
| 2008 | Il carmelo di Echt                                      | Franco Battiato            | Questa canzone di un altro celebre cantautore italiano si concentra sulla vicenda di Edith Stein, la filosofa e suora carmelitana uccisa ad Auschwitz per le sue origini ebraiche.                                                                                     |
| 2009 | Kadisz                                                  | Krzysztof Penderecki       | |

### 2010-2019
| Anno | Opera                                                                                       | Compositore             | Note |
| ---- | ------------------------------------------------------------------------------------------- | ----------------------- | --- |
| 2010 | The Final Solution                                                                          | Sabaton                 | Pubblicato in Coat of Arms, sesto album del gruppo musicale heavy metal svedese. |
| 2010 | Never Again                                                                                 | Disturbed               | Pubblicato in Asylum, quinto album del gruppo musicale alternative metal statunitense. |
| 2010 | A Song of Hope                                                                              | Howard Goodall (n.1958) | Eseguito per l'Holocaust Memorial Day. |
| 2010 | Fun khurbn tsum lebn: naye yidishe lider / Dall'Olocausto alla vita: Nuovi canti in yiddish | David Botwinik (n.1920) | Nel 1948, il giovane Botwinik aveva pubblicato una raccolta di canti dei ghetti e dei lager. La nuova collezione presenta 56 canti originali del compositore ispirati alla memoria dell'Olocausto.           |
| 2012 | Last Train to Tomorrow                                                                      | Carl Davis (n.1936)     | Una rievocazione dei Kindertransport, per orchestra e coro di bambini. |
| 2013 | Benvenuti nel ghetto                                                                        | Stormy Six, Moni Ovadia | Una rievocazione del Ghetto di Varsavia, registrata dal vivo dal complesso con Moni Ovadia come voce recitante in occasione di uno spettacolo il 20 aprile 2013 al Teatro Ariosto di Reggio Emilia (Italia). |